# Reginar al II-lea de Hainaut
Reginar al II-lea (sau Rainier) (n. 890–d. 932) a fost conte de Hainaut de la 915 până la moarte.

## Viața
Reginar a fost fiul ducelui Reginar de Lorena cu Hersent de Franța. Este posibil ca mama lui să fi fost fiică a lui Carol cel Pleșuv cu Ermentruda de Orléans.

## Familia
Reginar a fost căsătorit cu Adelaida (n. cca. 896), fiică a ducelui Richard de Burgundia cu Adelaida de Auxerre (n. cca. 849), cu care l-a avut ca fiu pe Reginar al III-lea, care i-a succedat la conducerea comitatului.